# Гилл, Джон (скалолаз)
Джон Гилл (англ. John Gill; род. 1937) — американский скалолаз и математик. Он считается отцом современного боулдеринга и своими прохождениями значительно опередил своё время.

## Ранняя жизнь и профессиональная карьера
В детстве Гилл жил в нескольких городах на юге США, включая Атланту в Джорджии, где он окончил школу в 1954 году и поступил на технический факультет Университета Джорджии, который окончил со степенью по математике в 1958 г. и поступил ВВС США младшим лейтенантом. Он принял участие в работе специальной программы по метеорологии для выпускников в Чикагском университете в 1958—1959 гг., а затем был переведён на воздушную базу в Глазго, где служил до 1962 года. Он уволился из ВВС в звании капитана несколько лет спустя. После получения звания магистра в математике в Университете Алабамы в 1964 году, Гилл работал инструктором в Государственном Университете Мюррея в 1964—1967 гг. В 1967 году он поступил в Государственный Университет Колорадо для защиты докторской диссертации в классическом комплексном анализе в 1971 году. В 2000 году Гилл уволился в звании профессора математики из Университета Южного Колорадо. Во время работы учителем в свободное время он написал и опубликовал приблизительно 30 индивидуальных исследовательских работ по аналитической теории непрерывных дробей и на связанные темы. Он также основал небольшой математический журнал с названием «Коммуникации в аналитической теории непрерывных дробей» вместе с Джоном МакКейбом из Университета св. Эндрю.

## Боулдеринг: магнезия, контролируемая динамика, гимнастический стиль
Джон Гилл начал заниматься скалолазанием и альпинизмом в 1953 году в тред-лазании. К середине 1950-х он начал специализироваться на очень коротких, акробатических маршрутах на скальных выходах пород и камнях, открывая боулдеринги в 1950-х и в 1960-х, которые были намного сложней существующих в то время. Будучи гиманстом и рассматривая скалолазание в качестве продолжения гимнастики, в середине 1950-х он предложил использовать гимнастический мел в скалолазании. Использование мела (современная магнезия) очень быстро распространилось в Америке и по всему миру. В то же время он представил прыжки на скалах, рекомендуя их в качестве разновидности техники, неизбежной в боулдеринге.
На стиль Гилла сильное влияние оказала гимнастика. Он подчеркнул форму и грацию движения простотой эффективности, то что сейчас является краеугольным камнем скалолазания. Его результативность, задокументированная в фильме, когда ему было 40 лет (Disciples of Gill, 2009), продемонстрировала простоту линий и минимальный контакт со скалой. Он отдавал предпочтение применению силы и иногда пренебрегал техничными движениями, такими как закладывание пятки, которые считал неэстетичными. Подход Гилла к боулдерингу — артистичный стиль наравне со сложностью — редко применялся скалолазами его поколения и считается обычным сегодня, при том, что сложность остаётся первостепенной. Он также практиковал боулдеринг в качестве двигательной медитации.
Хотя, он не был первым серьёзным боулдерингистом - его знаменитые предшественники — это Оскар Экенштейн (1859—1921) и Пьер Аллан (1904—2000) — Гилл, вероятно, был первым скалолазом, который сделал боулдеринг своей основной специализацией и выступал за утверждение боулдеринг в качестве полноправного вида спорта, которым можно заниматься в любом подходящем месте. Его концентрация на боулдеринге и высокий уровень сложности, который он установил, вдохновил многих тред-скалолазов обратить более пристальное внимание на спорт, который в большей степени рассматривался как всего лишь тренировка для длинных маршрутов.

## Ранние прохождения
В Гранд-Титоне в 1958 г. Джон Гилл пролез несколько короткий маршрут Baxter’s Pinnacle приблизительно 6с категории сложности ещё до того, как такая категория была официально введена — один из первых подобных маршрутов в Америке. В конце 1950-х Гилл достиг уровня, который сегодня оценивается в 7с/+ на нескольких боулдерингах с ограничениями, но также есть предположения, что он никогда не достиг такого уровня. Два таких боулдеринга находятся в Титоне — 7b+, которую он пролез в 1957 г. и 7с в 1959 г. — установили новый уровень сложности в боулдеринге, а его маршрут 1961 г. Thimble 10-метровая 7а+ в Черных Холмах Южной Дакоты (по другой оценке хайбол 6b+/с), который он пролез фри-соло без предварительной подготовки, относится к наиболее классическим современным маршрутам. А если рассматривать новизну прохождения, то это может быть первый в мире маршрут 7а+. Гилл лазил маршруты без использования преимуществ современных скальников, что существенно увеличивало сложность лазания.
Джон Гилл получил премию Американского альпклуба «Robert & Miriam Underhill Award» в 2008 за выдающиеся достижения в скалолазании.

## Система оценивания в боулдеринге
В 1950-х Гилл представил одну из первых, если не первую, систему категорирования боулдеринга не привязанную к конкретному району. Система (В1, В2, В3) включала два субъективных уровня сложности и один объективный и была основана на существующих стандартах, применявшихся в тред-лазании. Выделение лазания сложности 20 лет спустя и более интенсивные соревнования выявили слабости философских оснований трёхуровневой системы, хотя некоторые скалолазы, такие как Джим Холловей, применяли собственную трёхуровневую систему оценивания на основе системы Гилла. Сегодня шкала В-категорий редко применяется, заменённая открытой шкалой сложности.

## Гимнастика и силовые упражнения
Как любитель-гимнаст с ростом 1,87 см и весом 81,5 кг Джон специализировался на соревнованиях в лазании по канату и на кольцах, добившись результата 3,4 с на 20-футовой верёвке с позиции сидя на полу, только руки на верёвке и смог выполнить много сложных трюков на кольцах, включая обратный и олимпийский крест и медленный выход с виса в стойку. В рамках гимнастики он также занимался упражнениями с утяжелением, которыми сейчас занимаются в тренажёрных залах, добившись 7 подтягиваний на правой руке и 5 на левой, а также нескольких подтягиваний на одной руке на одном пальце, подтягиваний на одной руке с 7 кг дополнительного веса, подтягиваний на одной руке на 1-см полочке и удержания горизонта на одной руке. В возрасте более 75 лет Гилл до сих пор получает удовольствие от выполнения силовых упражнений умеренной сложности.

## Исторические исследования
После окончания скалолазной карьеры Гилл несколько лет посвятил исследованиям происхождения скалолазания, в особенности, боулдеринга. Он также составил хронологический список достижений в скалолазании. Результаты его исследовательских работ по скалолазанию, а также гимнастике представлены на его личном сайте.